# Beierolpium incrassatum
Espèce
Synonymes
- Calocheiridius incrassatus Beier, 1964

Beierolpium incrassatum est une espèce de pseudoscorpions de la famille des Olpiidae.

## Distribution
Cette espèce est endémique du KwaZulu-Natal en Afrique du Sud. Elle se rencontre vers Boesmansrivier.

## Description
Le mâle mesure 2 mm et la femelle 2,4 mm.

## Systématique et taxinomie
Cette espèce a été décrite sous le protonyme Calocheiridius incrassatus par Beier en 1964. Elle est placée dans le genre Xenolpium par Beier en 1965puis dans le genre Beierolpium par Heurtault en 1982.

## Publication originale
- Beier, 1964 : Weiteres zur Kenntnis der Pseudoscorpioniden-Fauna des südlichen Afrika. Annals of the Natal Museum, vol. 16, p. 30-90 (texte intégral).